# Campionati del mondo di atletica leggera indoor 2018 - 3000 metri piani femminili
La finale dei 3000 metri piani femminili si è tenuta il 1º marzo. Si sono qualificate 14 atlete, tutte ammesse direttamente alla finale.

## Risultati
| Pos. | Nome                    | Nazione       | Tempo   | Note |
| ---- | ----------------------- | ------------- | ------- | ---- |
| 1    | Genzebe Dibaba          | Etiopia       | 8:45.05 |      |
| 2    | Sifan Hassan            | Paesi Bassi   | 8:45.68 | SB   |
| 3    | Laura Muir              | Gran Bretagna | 8:45.78 | SB   |
| 4    | Hellen Obiri            | Kenya         | 8:49.66 |      |
| 5    | Shelby Houlihan         | Stati Uniti   | 8:50.38 |      |
| 6    | Fantu Worku             | Etiopia       | 8:50.54 |      |
| 7    | Konstanze Klosterhalfen | Germania      | 8:51.79 |      |
| 8    | Katie Mackey            | Stati Uniti   | 8:56.62 |      |
| 9    | Dominique Scott         | Sudafrica     | 8:59.93 |      |
| 10   | Eilish McColgan         | Gran Bretagna | 9:01.32 |      |
| 11   | Geneviève Lalonde       | Canada        | 9:03.91 |      |
| 12   | Meraf Bahta             | Svezia        | 9:05.94 |      |
| 13   | Claudia Bobocea         | Romania       | 9:23.70 |      |
| 14   | Tamara Amroush          | Giordania     | 9:45.68 |      |